# Суоярви (озеро)
Суоя́рви (фин. Suojärvi; устар. Шуезеро) — российское озеро в юго-западной части Республики Карелии.

## Общие сведения
Котловина ледниково-тектонического происхождения.
Форма лопастная, делится на три плёса. Островов на озере около 50 общей площадью 4,9 км². Берега каменисто-песчаные.

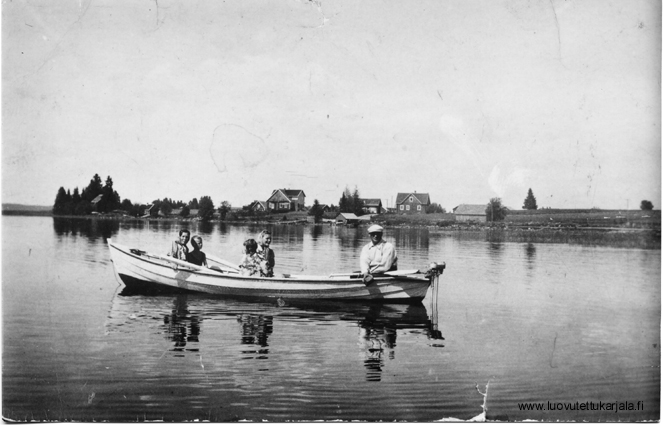
Рыбаки на озере

Основной приток из озера Салонъярви через протоку Каратйоки. Из северо-восточной части озера вытекает река Шуя. Грунты илистые, в прибрежной зоне — каменисто-песчаные грунты. Встречаются зоны залегания озёрной руды.
К бассейну Суоярви относится озеро Юлисенъярви.
Уровень воды озера в течение года подвержен колебаниям. Средняя амплитуда колебаний уровня 1,08 м. Водная растительность представлена в основном тростником в заливах.
В Суоярви обнаружено 11 видов рыб, относящихся к 5 семействам. Основную часть составляют представители карповых и окунёвых (8 видов). Основные промысловые рыбы — судак, окунь, плотва, щука, налим и лещ, второстепенные — язь, елец, уклея и ёрш.
В переводе с финского языка название переводится как «Болотное озеро».
В 1930—1950-е годы озеро было судоходным, на нём работали буксиры лесной промышленности. Буксир «Суоярви», работавший на озере, в ходе Великой Отечественной войны затонул, был поднят ЭПРОНом в 1945 г..
У южной оконечности озера находится город Суоярви. Озеро служит источником водоснабжения и приемником сточных вод г. Суоярви.